# Mesabolivar camussi
Mesabolivar camussi là một loài nhện trong họ Pholcidae. Loài này được phát hiện ở Brasil.